# Kirsten Dehlholm
Kirsten Dehlholm (født 5. april 1945 i Vejle, død juli 2024) var en dansk billedkunstner og leder af teatret Hotel Pro Forma.

## Biografi
Kirsten Dehlholm uddannede sig efter studentereksamen i 1963 som tekstilkunstner i Krefeldt i Tyskland 1965-1966 samt Kunsthåndværkerskolen i København 1966-1969. I 1969 blev hun gift med digteren Otto Sigvaldi, til hvem hun skabte de farvestrålende dragter, som han brugte, når han gik rundt på gaderne og solgte sine bøger fra sin barnevogn. Med Sigvaldi fik hun i 1971 en søn, men ægteskabet blev opløst det følgende år.
I nogle år arbejdede Kirsten Dehlholm som scenograf hos teatergruppen Rimfaxe, og i 1977 var hun medstifter af et kunstnerkollektiv ved navn Billedstofteatret. Ud over at skabe scenografier virkede hun også her som aktør i de meget eksperimenterende forestillinger, gruppen skabte og opførte i forskellige usædvanlige rum.
Efter Billedstofteatrets ophør i 1985 stiftede Dehlholm en ny teatergruppe, Hotel Pro Forma, hvor hun indtil sin død fungerede som leder og instruktør. Gruppens forestillinger har opnået stor anerkendelse, også internationalt, med sine nyskabende og originale forestillinger. Kirsten Dehlholm høstede personligt en stor del af denne anerkendelse, og hun modtog også  adskillige priser og hædersbevisninger i årenes løb. Desuden skrev hun mange artikler om sit arbejde.

## Priser og hædersbevisninger
Kirste Dehlholm modtog blandt andet:
- 1984: Arhtur Köpcke-prisen
- 1989: Kjeld Abell-prisen
- 1994: Eckersberg Medaillen
- 1995: Tagea Brandts Rejselegat
- 1995: Livsvarig kunstnerydelse fra Statens Kunstfond
- 1998: Wilhelm Hansen Fondens Store Pris
- 2009: Ole Haslunds Kunstnerfonds Hæderslegat
- 2012: Reumert (for bedste scenografi til forestillingen War Sum Up)
- 2013: Thorvaldsen Medaillen
- 2015: Reumert (årets hæderspris)[2]
- 2021: Teaterkatten

## Bøger
- Brandt, Per Aage; Hotel Pro Forma (1988). Carpe carpe carpe. Kbh.: Hotel Pro Forma.
- Dehlholm, Kirsten Tomas (1990). Triumf - det ubeboelige : nutidig dansk og ungarsk kunst=Triumf - a lakhatatlan=kortárs dán és Magyar müvészet=Triumph - the uninhabitable=contemporary Danish and Hungarian art. Kbh.: Udstillingsbygningen ved Charlottenborg. ISBN 87-88944-10-7.
- Basse, Per Flink; Dehlholm, Kirsten Tomas (1995). Billedstofteater 1977-85 : et billedteater skabt af Per Flink Basse og Kirsten Dehlholm : et billedforløb. Kbh.: Christian Ejlers. ISBN 87-7241-719-6.
- Theil, Per (2003). Hotel Pro Forma : den dobbelte iscenesættelse - rum og performance (1. udgave, 1. oplag udgave). Kbh.: Arkitektens Forlag. ISBN 87-7407-285-4.